# Desafío del apagón (blackout challenge)
El desafío del apagón (conocido en inglés como blackout challenge) es un desafío de Internet basado en el juego de la asfixia, que consiste en grabarse mientras se practica la sofocación intencional hasta desmayarse, privando al cerebro de oxígeno.  El desafío obtuvo popularidad en TikTok en 2021, principalmente entre niños y adolescentes .  Se ha comparado con otras trampas y engaños en línea dirigidos exclusivamente a un público joven, que tiende a ser vulnerable a las tendencias peligrosas.  Se especula que al menos veinte niños han muerto tras intentarlo. 

## Origen y propagación
Los juegos de asfixia han existido desde antes de la popularización de las redes sociales .  Un informe de los CDC del año 2008 identificó 82 "probables muertes por juego de estrangulamiento" entre jóvenes de 6 a 19 años entre 1995 y 2007. 

### Desafíos similares
La revista Time informó en 2018 que las redes sociales promovieron y difundieron ampliamente el concepto, lo que llevó a más niños a intentarlo por su cuenta.   Casos similares radican en el 2019, cuando " Momo " y " Ballena Azul " generaron un boom mediático por alentar a la juventud a ejercer la autolesión, o en el peor de los casos, el suicidio.   The Atlantic informó que ambos eran engaños atroces que utilizaban informes de noticias locales y publicaciones «concientizadoras» para difundir los desafíos, que nunca llegaron a ser frecuentes. 

## Impacto y demandas judiciales
The Washington Post anunció que TikTok decidió bloquear a los usuarios los resultados de búsqueda relacionados al desafío a través de un mensaje de advertencia. Debido a que el popular reto lamentó la muerte de entre 15 a 20 niños,   la red social presentó varias demandas en su contra por ser, presuntamente, su principal causa, a pesar de que todas terminaron en desestimaciones basadas en la inmunidad legal .   
El juez de distrito de Filadelfia, Paul Diamond, dictaminó que la empresa era inmune a una demanda en virtud de la Ley de Decencia en las Comunicaciones y la Sección 230 perteneciente al código de los Estados Unidos, que impide la responsabilidad basada en el trabajo de otros.   El Tercer Circuito de Cortes de Apelaciones de los Estados Unidos revocó a Diamond el 26 de agosto de 2024, al sostener que las protecciones brindadas por la Ley de Decencia en las Comunicaciones y la Sección 230 no se aplican a los algoritmos utilizados por las redes sociales. 